# Rada Finansowa
Rada Finansowa – ciało doradcze przy ministrze skarbu II Rzeczypospolitej, przewidziane ustawą z 17 grudnia 1921 o środkach naprawy państwowej gospodarki skarbowej, powołane 10 grudnia 1926, zgodnie z przepisami rozporządzenia Prezydenta RP o utworzeniu Rady Finansowej przy Ministrze Skarbu. Składała się z 10 (później 14) członków, powoływanych przez prezydenta RP. Od 1930 nie zwoływana.
Była organem doradczym ministra skarbu w sprawach finansowych i ustawodawstwa skarbowego. Jej opinie nie były jednak wiążące.